# Eberhard Schymik
Eberhard Schymik (* 8. Juli 1934 in Gelnhausen; † 8. September 1979 in Frankfurt am Main) war ein deutscher Fußballspieler, der von 1955 bis 1964 für Eintracht Frankfurt 191 Oberligaspiele absolvierte und 14 Tore schoss. Als die Eintracht in der Saison 1958/59 die Süddeutsche Meisterschaft gewann, war der zumeist als rechter Verteidiger beziehungsweise rechter Außenläufer im damals praktizierten WM-System eingesetzte Defensivakteur, in 24 Ligaspielen (1 Tor) im Einsatz gewesen. Bei der Erringung der Deutschen Meisterschaft hatte er in der Endrunde in den zwei ersten Gruppenspielen mitgewirkt, ehe er durch eine Verletzung im weiteren Verlauf des Wettbewerbs ausfiel.

## Karriere
Schymik begann seine Karriere beim 1. FC Gelnhausen, dem Verein seiner Heimatstadt. Zur Runde 1955/56 wechselte er zur Eintracht, wo er bis 1963 191-mal spielte. Als weitere Neuzugänge kamen 1955 noch die Spieler Eckehard Feigenspan und Werner Heitkamp an den Riederwald. Am ersten Rundenspieltag, den 27. August 1955, beim 3:0-Heimerfolg gegen den TSV München 1860 debütierte der Mann aus Gelnhausen in der Oberliga Süd. An der Seite der Mitspieler Alfons Remlein, Ernst Kudrass, Hermann Höfer und Hermann Hesse bildete er die Defensive der Elf von Eintracht-Trainer Kurt Windmann. Am Rundenende belegten die Adlerträger den sechsten Rang und Schymik hatte in seinem Debütjahr 25 Oberligaspiele absolviert und ein Tor erzielt. Auch in den zwei folgenden Runden unter Trainer Adolf Patek gehörte er der Stammbesetzung der Eintracht an. Im Jahr der Fußball-Weltmeisterschaft 1958 in Schweden fehlte er nur in einem Oberligaspiel und die Mannschaft um Spielmacher Alfred Pfaff belegte den dritten Rang im Süden.
Mit Paul Oßwald als Trainer gelang der Eintracht in der Saison 1958/59 der Gewinn der Meisterschaft in der Oberliga Süd und die Erringung der Deutschen Meisterschaft in der nachfolgenden Endrunde. Zu Saisonbeginn war mit Dieter Stinka ein weiterer Spieler aus Gelnhausen, dem Heimatverein von Eberhard Schymik, zur Eintracht gekommen. Die Süddeutsche Meisterschaft errang die Riederwald-Elf mit zwei Punkten Vorsprung vor dem Lokalrivalen Kickers Offenbach; Schymik war in 24 Spielen unter dem von Offenbach zurückgekehrten Trainer aufgelaufen und hatte einen Treffer erzielt. In die Endrunde um die deutsche Meisterschaft starteten die Hessen mit zwei Erfolgen gegen Werder Bremen (7:2) und FK Pirmasens (3:2), wobei nach dem Auswärtssieg in Bremen mit einem Schymik-Treffer 81.000 Zuschauer das Heimspiel am 23. Mai gegen Pirmasens im heimischen Waldstadion verfolgten. Danach war der rechte Außenläufer verletzt und fiel für den Rest der Runde aus. Gleiches traf auch für den herausragenden Abwehrchef Ivica Horvat zu; auch er fehlte nach 26 Ligaspielen und drei Endrundenpartien aus Verletzungs- und Krankheitsgründen im Finale am 28. Juni 1959 in Berlin gegen den süddeutschen Vizemeister aus Offenbach.
In der Saison 1959/60 ragten die Spiele im Europapokal der Landesmeister für Schymik und Kollegen heraus. In den vier Begegnungen gegen Young Boys Bern (4:1, 1:1) und Wiener SC (2:1, 1:1) gehörte der kämpferisch starke Schymik der Eintracht-Defensive an, die vor allem im Rückspiel am 16. März 1960 in Wien gefordert war. Im Halbfinale gegen Glasgow Rangers und im Endspiel gegen Real Madrid fehlte er verletzungsbedingt. In seinem sechsten Oberligajahr, 1960/61, absolvierte Schymik alle 30 Ligaspiele, erzielte vier Tore und die Eintracht errang die Vizemeisterschaft und zog wieder in die Endrunde ein. Zu Rundenbeginn hatte er Ende August 1960 mit dem Team an einem Turnier in Cadiz mit den Teilnehmern Atletico Bilbao, Stade Reims und Real Madrid um die „Trofeo Ramon de Carranza“ teilgenommen. In der Endrunde kam Schymik auf vier Einsätze und die Eintracht verfehlte punktgleich (je 7:5 Punkte) gegenüber dem Gruppensieger Borussia Dortmund den Einzug in das Endspiel um die Deutsche Meisterschaft 1961. In den beiden Heimspielen gegen den Hamburger SV – am 10. Juni vor 70.000 Zuschauern; 4:2-Sieg – und Borussia Dortmund – am 14. Juni vor 68.000 Zuschauern; 1:2-Niederlage –, war er als rechter Verteidiger für die Bekämpfung der Flügelstürmer Gert Dörfel und Hans Cieslarczyk zuständig gewesen.
In der folgenden Runde, 1961/62, war Schymik in 20 Einsätzen mit zwei Toren beim erneuten Erreichen der Vizemeisterschaft im Süden beteiligt. In der Endrunde, sie wurde wegen der Fußball-Weltmeisterschaft in Chile in verkürzter Form ausgetragen, kam er in allen drei Spielen gegen den 1. FC Köln, Hamburger SV und FK Pirmasens zum Einsatz. Das letzte Jahr der alten erstklassigen Fußball-Oberliga, 1962/63, beendete Eintracht Frankfurt auf dem vierten Rang und Schymik war nochmals in 14 Spielen (1 Tor) aktiv gewesen. Mit dem Spiel am 9. Dezember 1962, beim 5:0-Auswärtserfolg bei Schwaben Augsburg, beendete er mit einem Treffer seine aktive Spielerlaufbahn. Die Defensive war formiert mit Torhüter Egon Loy, Schymik und Hermann Höfer als Verteidiger, sowie der Läuferreihe mit Alfred Horn, Ludwig Landerer und Dieter Stinka.
In der neu gegründeten Fußball-Bundesliga kam Schymik 1963/64 nicht mehr zum Einsatz.
Der kaufmännische Angestellte verstarb am 8. September 1979 im Alter von 45 Jahren auf der Tribüne des Waldstadions an Herzversagen, als er das Bundesligaheimspiel gegen Bayer 04 Leverkusen verfolgte.